# Economia dell'energia nucleare

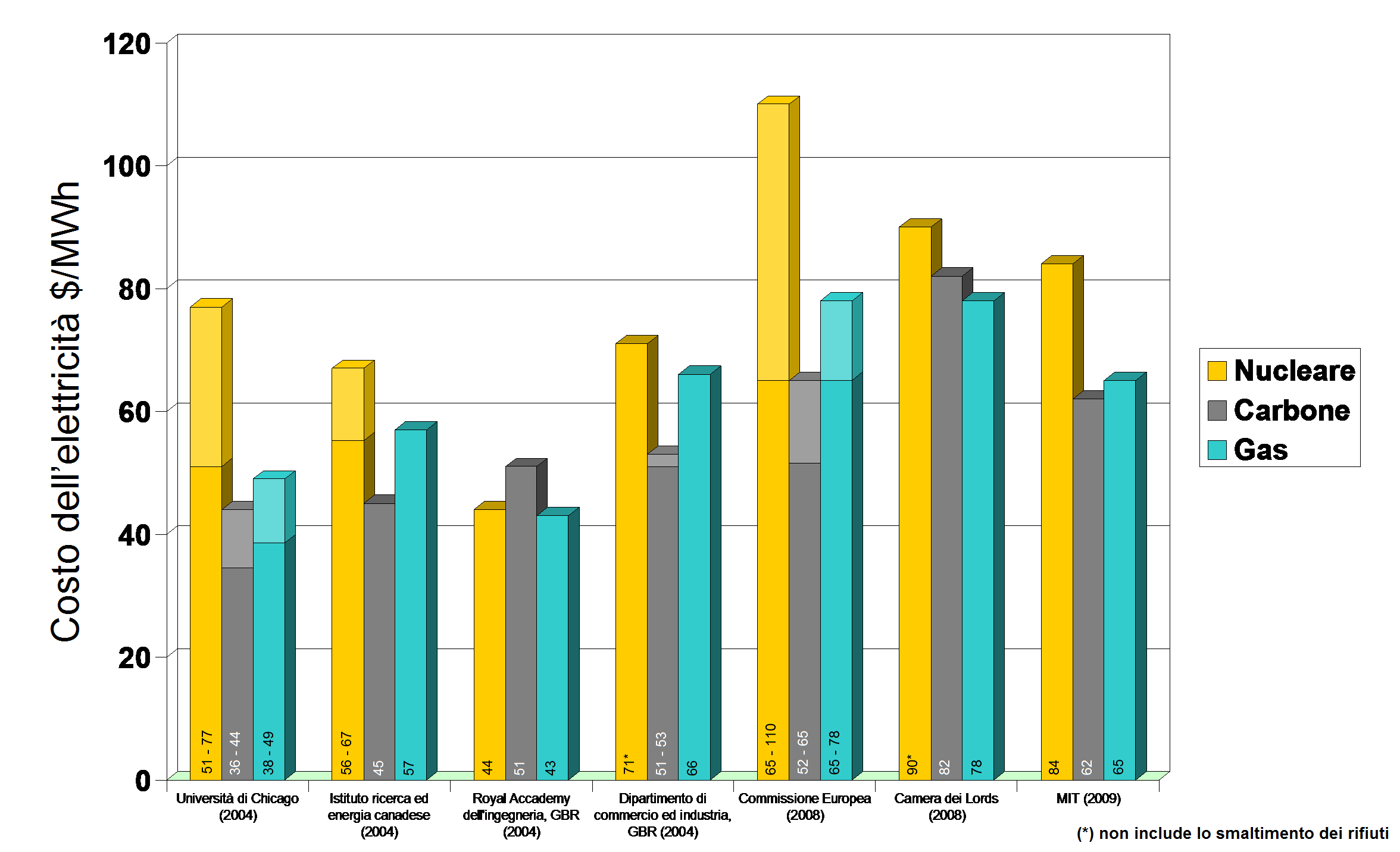
Costo dell'elettricità da diverse fonti secondo studi internazionali

L'economia dell'energia nucleare riguarda tutte le questioni economiche relative all'impiego dell'energia nucleare per la produzione di energia elettrica. Il principale costo di questa strategia energetica è costituito dall'investimento per la costruzione delle centrali nucleari, condizione completamente differente rispetto alle centrali termoelettriche tradizionali il cui costo principale è dovuto all'acquisto dei combustibili fossili. Le centrali nucleari infatti sono di grande taglia, necessitano quindi di un lungo tempo di costruzione, utilizzano tecnologie sofisticate e gli impianti di sicurezza devono essere numerosi e ridondanti, condizione che si traduce in un allungamento degli iter autorizzativi e del rischio di rallentamenti nella gestione dell'impianto rispetto a quanto preventivato. L'incidenza economica del combustibile nucleare invece è limitata e la sua provenienza è associabile ad aree geopolitiche più stabili di quelle degli idrocarburi, inoltre a differenza delle centrali termoelettriche tradizionali, le centrali nucleari sono in grado di costituire scorte non di settimane/mesi ma di diversi anni.
Tutte le spese sostenute per la realizzazione dell'impianto, la sua gestione e il suo mantenimento vanno a costituire il costo livellato dell'energia, dall'inglese levelized cost of energy (LCOE), ovvero il prezzo dell'energia elettrica per megawattora da fonte nucleare.

## Costo del capitale
I costi di capitale sono particolarmente importanti nella determinazione della competitività di un impianto nucleare, poiché gran parte del costo del megawattora da esso prodotto (cioè il LUEC) è riconducibile a questa categoria di costi. Il costo di capitale dipende da molteplici fattori, i più importanti dei quali sono i seguenti:
- costo di costruzione dell'impianto (tecnologia) (anche definito come costo overnight di costruzione);
- periodo di costruzione;
- profilo di spesa durante il periodo di costruzione;
- parametri finanziari del progetto, che includono;
  - rapporto debito/capitale proprio;
  - tassi di interesse del debito e del capitale;
  - vita economica dell'impianto;
  - periodo di rimborso del debito;
- tempo di ammortamento;

I costi di capitale sono sostenuti durante il periodo di costruzione dell'impianto, quando hanno luogo gli esborsi per l'acquisto del macchinario, e le attività di ingegneria e costruzione. Il costo "overnight" di costruzione dell'impianto è da intendersi come il costo che sarebbe sostenuto per la costruzione dell'impianto se questa fosse "istantanea" (letteralmente "avvenisse nel corso di una notte") e non dilazionata su un lasso di più anni. Il costo overnight di costruzione fotografa quindi una situazione ideale, poiché nella realtà la realizzazione e la messa in servizio di un impianto per la produzione dell'energia è un'attività di durata pluriennale. In particolare per gli impianti nucleari il tempo di costruzione è stimabile in 5 – 7 anni. Il costo overnight include i costi EPC (ingegneria, acquisto, costruzione), altri costi per attività sostenute direttamente dal proprietario e i costi per far fronte a imprevisti di costruzione, mentre invece non considera i costi finanziari sostenuti durante il periodo di costruzione.
A causa della durata della fase di costruzione, i costi di costruzione dell'impianto non si concentrano esclusivamente alla fine del periodo di costruzione ma si distribuiscono lungo l'intero periodo di costruzione, cioè ben prima che l'impianto entri in servizio. In altri termini i costi di produzione incidono sui flussi di cassa prima ancora dell'avvio della produzione (che avviene solo quando l'intero impianto è stato costruito). Infine il costo overnight trascura il valore dell'inflazione durante il periodo di costruzione. All'avvio della fase di produzione, il costo reale dell'impianto è quindi pari al costo "overnight", più gli oneri finanziari relativi agli esborsi sostenuti durante il periodo di costruzione. Conseguentemente i ricavi della produzione (e quindi il prezzo dell'energia venduta) durante l'intero periodo di produzione dell'impianto dovranno coprire sia il costo di costruzione dell'impianto (sostenuti nella fase precedente alla produzione) sia i costi di produzione (fissi e variabili) che annualmente sono sostenuti per il funzionamento dell'impianto.
Da notare per il caso Italia che secondo l'edizione 2011 del rapporto della Banca Mondiale "Doing Business", l'Italia è il novantaduesimo paese al mondo per la semplicità nell'ottenere licenze di costruzione. In particolare, il tempo medio di attesa è pari a 257 giorni, contro una media OCSE di 166. È del tutto evidente che questo problema – che è un problema di onerosità delle procedure e di efficacia ed efficienza del settore pubblico – si applica tanto al nucleare quanto alle tecnologie alternative.

## Costi operativi

### Combustibile
I costi del combustibile si distinguono in:
- costi di acquisto del minerale, di conversione in UF6, di arricchimento nell'isotopo fissile, di riconversione in ossido metallico e infine di realizzazione dell'elemento di combustibile;
- costi per la chiusura del ciclo del combustibile utilizzato per la produzione. Si tratta dei costi relativi al trattamento del combustibile esaurito e alla sua collocazione in adeguati depositi nucleari (o, in alternativa, il suo riprocessamento, separando le scorie dal combustibile ancora utilizzabile).

La determinazione del costo del combustibile fresco, e quindi dell'incidenza sul costo dell'energia prodotta, viene fatta tenendo presente che il processo che porta alla realizzazione dell'elemento di combustibile comporta una sequenza piuttosto complessa di operazioni tecniche che vengono effettuate in tempi diversi, precedenti all'inizio dell'utilizzo del combustibile nel reattore. A titolo indicativo i costi (attualizzati) di realizzazione dell'elemento di combustibile che trova impiego in un reattore tipo PWR (Pressurized Water Reactor) da 1000 MWe, si stimano essere intorno ai 1500 €/kgUO2, con un'incidenza prevalente dei costi per le fasi di approvvigionamento del minerale e arricchimento. Secondo gli studi dell'università di Chicago, di MIT e di WNA la prima tipologia di costo incide, nel Nord America, per circa 4 ÷ 5 $/MWh (assumendo un rendimento termodinamico dell'impianto pari al 35%). Più bassa è invece la stima fornita dallo studio del CERI, che riporta un valore pari a circa 2,8 €/MWh (pari a 4 Can$/MWh). Più difficile valutare i costi per la chiusura del ciclo del combustibile, in quanto, negli studi esaminati, tale voce di costo non è sempre presa in esame o quotata separatamente dalle altre. Secondo lo studio del WNA (2006), essi dovrebbero incidere circa il 10% del costo complessivo del MWh, cioè 2 $/MWh considerando che il costo complessivo preso a riferimento nel suddetto rapporto è circa 20 $/MWh. Negli USA è attivo un programma federale per la gestione del combustibile esaurito che prevede un costo complessivo di 18 G$ ed è finanziato da una corrispettivo di 1 $/MWh a carico della produzione di energia elettrica da fonte nucleare.
Le variazioni di prezzo al dettaglio del minerale di estrazione raffinato (yellowcake) continuano ancora ad avere scarsa influenza sul prezzo finale dell'energia generata rendendola di fatto più prevedibile e meno volatile. Nel 2008, per esempio, Areva dichiarò che il costo del combustibile dei suoi reattori EPR incideva solo per il 17% sui costi di generazione.

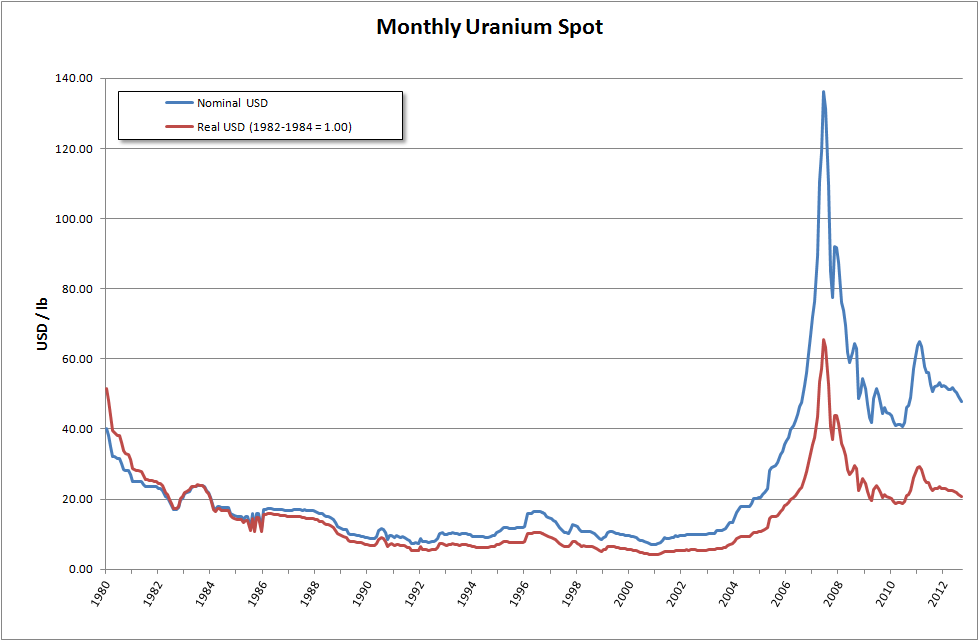
Andamento del prezzo dell'uranio da NUEXCO Exchange Value Monthly Spot (US$/lb U_{3}O_{8})

Per circa cinque decenni, dal 1950 al 2000, il prezzo dell'ossido di uranio naturale (uraninite UO2 e pechblenda U3O8, detta anche yellowcake) è stato generalmente basso e comunque quasi sempre in discesa considerando i prezzi al netto dell'inflazione, fatta eccezione per la seconda metà degli anni settanta, quando salì al pari di quello di tutte le altre materie prime in seguito alle crisi petrolifere del 1973 e 1979. Tuttavia, nel primo decennio del nuovo secolo tale andamento si è invertito, facendo crescere il prezzo del materiale fino a livelli mai raggiunti in precedenza (anche considerando l'effetto inflativo sul dollaro): in pochi anni si è passati dai meno di 10 dollari/libbra del 2002 agli oltre 130 dollari/libbra di metà 2007, con un successivo calo attorno agli 85 dollari/libbra nel corso del 2008.
Molti speculatori scommettono su un rialzo a breve termine del prezzo dell'uranio e quindi investono il proprio denaro in diritti di sfruttamento; le società di estrazione stanno valutando l'idea di riaprire molte miniere o filoni abbandonati in passato poiché antieconomici (ad esempio l'estrazione dai fosfati) e che ora possono al contrario risultare molto profittevoli. Si ritiene che questo repentino aumento del prezzo sia dovuto alla riduzione dell'uranio proveniente dallo smantellamento delle armi nucleari russe e dall'aumento della richiesta dell'uranio che ha ridotto le scorte dei produttori. L'aumento delle attività estrattive dovrebbe altresì ridurre il costo della materia prima che al 2001 (prima della rivalutazione degli ultimi anni) incideva solo per il 5-7% del totale dei costi della produzione di energia nucleare.

### Esercizio e manutenzione
Questa categoria include i restanti costi di produzione. Per comodità anche i costi di personale spesso vengono classificati come costi di O&M.
I costi di O&M di un impianto nucleare vengono di seguito distinti in:
- costi fissi di O&M. Sono espressi in M$/MW/anno (oppure in M€/MW/anno). Fanno parte di questa categoria i costi del personale e altri costi (ad es. le tariffe di connessione alla rete) legati al fatto che l'impianto è in esercizio, piuttosto che alla quantità di energia prodotta;
- costi variabili di O&M. Sono espressi in $/MWh (oppure in €/MWh). Sono costi dipendenti dall'effettiva produzione dell'impianto nell'anno.

Per questa tipologia di costi la letteratura riporta stime piuttosto diverse, sia come valore sia come loro articolazione. Lo studio dell'università di Chicago riporta i seguenti costi di O&M:
- costi fissi di O&M: 0,060 M$/MW/anno;
- costi variabili di O&M: 2,1 $/MWh.

È possibile riportare i costi fissi di O&M al costo dell'energia prodotta definendo un fattore si utilizzo dell'impianto, ad esempio il 90%. In questo caso il costo complessivo di O&M è pari a 10,16 $/MWh. Lo studio di MIT riporta invece i seguenti costi di O&M:
- costi fissi di O&M: 0,063 M$/MW/anno;
- costi variabili di O&M: 0,47 $/MWh.

Riportando anche in questo caso i costi fissi di O&M sul costo dell'energia prodotta, si ha un costo complessivo di O&M è pari a 8,9 $/MWh. Stime in linea con quelle dello studio MIT sono riportate anche nel rapporto DOE/EIA del 2006 (che stima, per i costi fissi e variabili, rispettivamente 0,062 M$/MW/anno e 0,45 $/MWh). Ulteriori stime relative ai costi di O&M in paesi europei (Francia e Germania) sono riportate nello studio WNA (2005). Secondo tale fonte la stima dei costo complessiva di O&M si aggira sui 10 - 11 €/MWh. Lo studio Dominion (Dominion, 2004) stima per i reattori ACR-700, ABWR e AP1000 un costo complessivo di O&M nel range 6 -11 $/MWh (con un valore pari a 9,80 Can$/MWh per il reattore ACR-700).
Da quanto riportato dallo studio del MIT, la Tennessee Valley Authority, nell'ambito del progetto per il riavvio di un impianto nucleare negli USA, stima un costo complessivo di O&M (esclusi i costi di combustibile) di circa 8 $/MWh. Lo studio di R. Tarjanne & S. Rissanen (2000), riporta costi di 7,2 €/MWh, riportati anche da AREVA (AREVA,2005). Sempre in ambito europeo, il progetto NEEDS (2005) stima per l'EPR costi di O&M tra 5 – 7 €/MWh.
Infine lo studio CERI riporta per il reattore Candu 6 un costo complessivo di O&M pari a 9,2 €/MWh (pari a 12,9 Can$/MWh) mentre per il reattore ACR-700 esso scende a 7,75 €/MWh (pari a 10,85 Can$/MWh), leggermente più basso della stima dello studio Dominion per lo stesso reattore.

### Smaltimento delle scorie radioattive
Tra i costi operativi di una centrale una voce importante meritano i costi per lo smaltimento delle scorie nucleari che dipendono strettamente dal metodo di smaltimento utilizzato ovvero dai livelli di sicurezza adottati. I maggiori livelli di sicurezza imponibili sembrano raggiungibili con l'uso di depositi di stoccaggio delle scorie di tipo geologico i quali però hanno costi ingenti oltre che tempi di realizzazione elevati. Viene spesso citato al riguardo dai critici del nucleare il deposito geologico di 'Yucca Mountain' negli USA che ha visto lievitare i costi fino a oltre 8 miliardi di dollari con tempi di realizzazione non ancora conclusi nonché dubbi sulla reale efficacia in termini di sicurezza e limitatezza nella capacità massima di scorie stoccabili in relazione alle reali necessità.

### Smantellamento
Tutti gli impianti nucleari devono sostenere costi di decommissioning (dismissione) al termine della propria vita operativa. I costi per il decommissioning sono stimati nell'intervallo del 10 – 30 % del costo di capitale iniziale dell'impianto, attualizzati al primo anno di vita dell'impianto. I costi di dismissione per gli impianti di ultima generazione si collocano nell'intervallo 320 – 440 €/kWe; per impianti di vecchia concezione e limitata diffusione nel mercato (gas grafite AGR di concezione inglese, o reattori di realizzazione sovietica quali i VVER) i costi, data la specificità dell'impianto, possono essere sensibilmente diversi.
| Fonte           | Tipo di reattore                                         | Potenza Installata(MWe) | Costo(M€)         | Costo specifico(€/kWe) |
| --------------- | -------------------------------------------------------- | ----------------------- | ----------------- | ---------------------- |
| SOGIN (2004)    | PWR (Trino) BWR(Caorso) MAGNOX (Latina) BWR (Garigliano) | 270 860 210 160         | 300 600 600 300   | 1110 697 2857 1875     |
| NEA (2003)      | PWR BWR                                                  | 1000 1000               | 320 420           | 320 420                |
| Dominion (2004) | ABWR AP100 ESBWR ACR-700                                 | 1370 1150 1340 703      | 595 416 570 444   | 434 361 425 316        |
| IAEA (2004)     | VVER-440                                                 | 440                     | 212 – 632 ($1998) | 480 - 1436             |
| NRC (2004)      | PWR BWR                                                  |                         | 233 341           |                        |

Essendo sostenuti solo alla fine della vita operativa dell'impianto, i costi per la dismissione incidono in misura ridotta su costo medio dell'energia durante la sua vita operativa.

### Polizze assicurative
Vista l'entità dei rischi che comportano, nella maggior parte dei paesi dotati di centrali nucleari, queste non possono essere assicurate solamente da assicuratori privati, a causa degli alti costi prospettati nel caso di un incidente grave. Nel 2005 il governo statunitense ha fissato a 300 milioni di dollari la cifra massima stipulabile per un'assicurazione in questo campo, mentre il rischio di un grave incidente nucleare sarebbe molto maggiore (anche se questo non è successo nel caso dell'incidente di Three Mile Island). Per questo motivo i governi devono sostenere le spese assicurative. Questa pratica è simile a quella per le banche, che sono anch'esse sostenute con garanzie pubbliche per risarcire i risparmiatori in caso di fallimento.
La legge Price-Anderson Act, la prima legge completa al mondo sulla responsabilità nucleare, è fondamentale nella risoluzione della questione della responsabilità per gli incidenti nucleari dal 1957. Viene rinnovata ogni dieci anni circa, con un forte sostegno bipolare, e stabilisce che gli operatori individuali sono responsabili per due livelli di copertura assicurativa:
- il primo livello riguarda l'obbligo per ogni sito nucleare di sottoscrivere una polizza con copertura di 300 milioni di dollari presso assicuratori privati;
- al secondo livello, se richiesto, fanno fronte congiuntamente tutti gli operatori di reattori degli Stati Uniti; questo livello viene finanziato con pagamenti retroattivi fino a 96 milioni di dollari per ogni reattore, raccolti in rate annue di 15 milioni e adeguate tenendo conto dell'inflazione.

La cifra totale supera i 10 miliardi di dollari (il ministero dell'energia fornisce 9,5 miliardi per le proprie attività nucleari). Indipendentemente dalla responsabilità, il Congresso, in qualità di assicuratore ultimo, deve decidere come disporre i risarcimenti nel caso in cui le richieste avanzate superino la cifra coperta di 10 miliardi. Nel 2005, la legge è stata nuovamente rinnovata dal Congresso all'interno della Legge sulla politica energetica del 2005.

### Conclusioni
Ricapitolando:
- L'investimento iniziale pesa nell'ordine del 60-70 % del costo medio attualizzato;[14][15]
- La spesa per il combustibile, a seconda degli scenari di prezzo, vale circa l'8-15 per cento (di cui circa il 60 per cento direttamente imputabile al prezzo dell'uranio sul mercato internazionale, il resto ai costi di arricchimento e trattamento);
- I costi di gestione e manutenzione pesano per circa il 5-10 per cento;
- Il costo del decommissioning e del trattamento del combustibile esausto, pur essendo molto rilevante in termini nominali, pesa in effetti per circa il 5-10 per cento del costo medio attualizzato.[senza fonte]

## Costo livellato dell'energia

### Confronto con altri sistemi di generazione elettrica

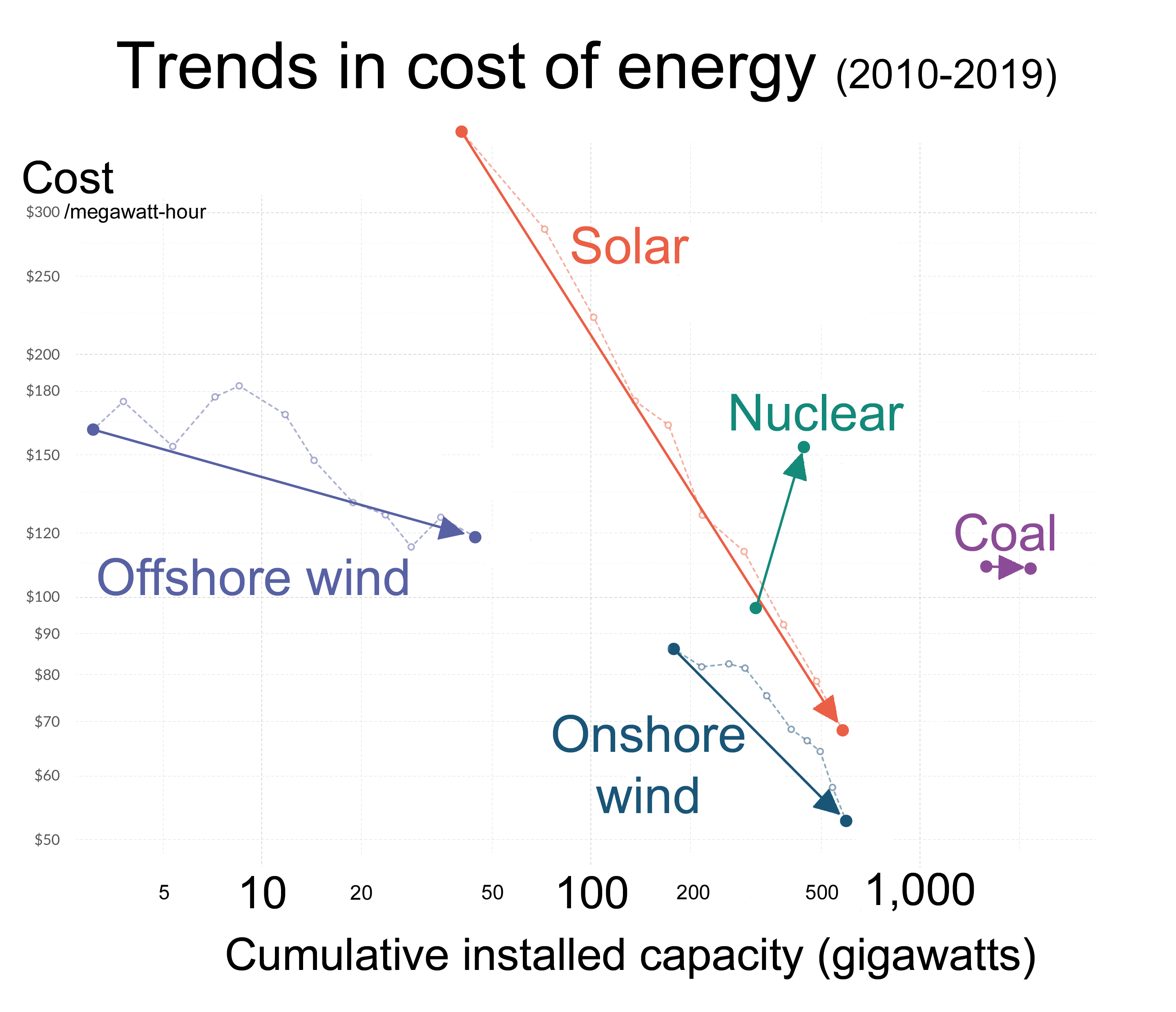
Il prezzo della nuova energia nucleare diventa più alto nel corso degli anni, mentre diventa più conveniente per le rinnovabili.

L'economicità dell'energia nucleare dipende anche dai costi delle fonti alternative: per questo in molti paesi, se l'energia atomica non è popolare, in tempi di crescita dei prezzi per i combustibili fossili, le argomentazioni a sostegno dell'energia nucleare riemergono.
In alcuni luoghi, specialmente dove le miniere di carbone sono molto lontane dagli impianti, l'energia atomica è meno costosa, mentre in altri risulta avere un prezzo all'incirca pari o maggiore. Gli stessi paragoni possono essere fatti con gas e petrolio.
Inoltre, il costo dichiarato di molte energie rinnovabili aumenterebbe se fosse inclusa la fornitura delle fonti di riserva necessarie nei periodi in cui la natura intermittente di sole, vento, onde, eccetera non permette di produrre energia. Considerando questo è stato calcolato che l'energia eolica, una delle più grandi speranze per l'abbandono del nucleare, costerebbe il triplo del costo medio dell'elettricità in Germania. D'altro canto il collegamento di tutte le reti elettriche nazionali permette in parte di compensare le carenze di produzione temporanee di un luogo con le eccedenze di un altro, rendendo gestibili le problematiche di tali fonti.
Varie istituzioni autorevoli negli ultimi anni hanno stimato il costo dell'energia prodotta per tipo di fonte.
| Fonte          | Nucleare $(2007)/MWh | Gas $(2007)/MWh | Carbone $(2007)/MWh |
| -------------- | -------------------- | --------------- | ------------------- |
| Nea-Oecd       | 58,53-98,75          | 85,77-92,11     | 65,18-80,0          |
| Cbo            | 73                   | 58              | 56                  |
| Ec             | 65-110               | 65-78           | 52-65               |
| Epri           | 73                   | 73-97           | 64                  |
| House of Lords | 90                   | 78              | 82                  |
| Mit            | 84                   | 65              | 62                  |
| Eia-Doe        | 107,42               | 77,36           | 101,73              |
| Moody's        | 150,83               | 120,56          | 111,85              |

Come si vede, tra le stime proposte si registra una notevole variabilità, sia per il nucleare sia per le altre fonti. Se si prendono i valori estremi (escludendo Moody's poiché si discosta molto dalla media), il costo di generazione medio attualizzato del nucleare va da 58,53 $/MWh (studio Nea con WACC al 5 per cento) a 110 $/MWh (Commissione europea con Wacc al 10 per cento); per i cicli combinati a gas si va da 58 $/MWh (Cbo) a 97 $/MWh (Epri); per il carbone da 52 $/MWh (Commissione europea) a 82 (Camera dei Lord). I documenti ufficiali di Enel e del governo italiano parlano di 60 euro/MWh. I costi stimati per il nucleare non sono enormemente diversi, in misura statisticamente significativa e date le rilevanti incertezze, da quelli delle altre tecnologie: si può al massimo sostenere che è probabile che il carbone risulti leggermente più economico, sebbene la competitività del carbone sia criticamente dipendente dalle assunzioni che si fanno riguardo al prezzo della CO2 e alla severità delle politiche ambientali.
La maggior parte degli scarti fra gli studi non dipende da componenti casuali, ma da alcune ipotesi che vengono fatte fin dall'inizio, le più importanti delle quali riguardano il Wacc e gli scenari sui prezzi futuri dei combustibili fossili (petrolio e gas). Quale sia il valore corretto del Wacc non può essere estrapolato dagli studi citati, perché è specifica del luogo e del momento in cui l'impianto nucleare viene realizzato, e della tecnologia impiegata, oltre che di una serie di variabili di natura generale. Oltre tutto, è proprio l'esiguo numero di centrali nucleari costruite negli ultimi due decenni nei paesi OCSE a ridurre il significato empirico degli studi esistenti: ciascun investimento va trattato come un unicum, non può essere generalizzato né, tanto meno, ha portata generale un'indagine che guardi ai costi effettivi sostenuti nel passato.
Quello che suggeriscono gli studi citati è che il nucleare può essere competitivo e va considerato come un'opzione realistica e più o meno conveniente in funzione di una serie di variabili, alcune delle quali di natura progettuale (per esempio quale reattore si intenda installare, quanti reattori facciano parte di un singolo ordinativo, e quali economie di scala si riescano a sfruttare), altre finanziarie (il costo del capitale), altre ancora di ordine più generale (gli scenari di costo dell'uranio, dei combustibili fossili, e della CO2).
Si veda come esempio la revisione (2009) dello studio del Massachusetts Institute of Technology (2003) che ha evidenziato, per gli impianti di nuova costruzione, che il costo del kWh nucleare è superiore a quello di gas e carbone e che tali costi di generazione elettrica sono cresciuti negli ultimi anni anche se quelli relativi al nucleare meno rispetto agli altri. Le principali differenze tra i costi di generazione delle centrali nucleari e di quelle a gas e carbone secondo il MIT sono le seguenti:
- le centrali nucleari richiedono un investimento significativamente più consistente delle altre;
- negli Stati occidentali i tempi di costruzione subiscono lunghe e imprevedibili dilatazioni nei tempi dovute a proteste popolari e problemi di progetto (fenomeni "non presenti" in paesi quali Corea del Sud, Giappone e Cina);
- oltre ai frequenti maggiori costi derivanti dai ritardi nell'entrata in esercizio, ha valutato gli oneri finanziari in partenza superiori per le centrali nucleari rispetto alle altre, in quanto scontano i maggiori rischi con saggi di interesse più alti a favore degli investitori (interessi sui capitali prestati valutati al 10% per il nucleare contro il 7,8% per gas e carbone e intero costo dell'impianto finanziato senza soldi propri).

Lo studio conclude affermando che: «Ridurre o eliminare questo premio di rischio fornisce un contributo significativo a rendere competitivo il nucleare. Con il premio di rischio e senza una carbontax, il nucleare è più costoso sia del carbone (senza cattura e sequestro del carbonio) sia del gas naturale (a 7 $/MBTU). Se questo premio di rischio può essere eliminato, il nucleare diminuisce il suo costo e diventa competitivo con il carbone e gas naturale, anche in assenza di carbontax. Il report del 2003 trova che una riduzione del capitale iniziale è possibile ma non provata [...] e che il premio di rischio è eliminabile, solo con dimostrate performance [nella costruzione degli impianti nei termini preventivati]». Va sottolineato che tendenzialmente i governi riducono questo premio di rischio garantendo una parte del capitale evitando così il costo determinato dal mercato.
Lo studio MIT (2009) però indica (pag. 47, tabella 5) una vita operativa (Plant Life) per il reattore nucleare di 40 anni, al pari di un impianto di generazione a carbone o gas. Lo studio del MIT utilizzava valutazioni ancora risalenti al 2007, ma già nel 2009, la rivista scientifica Scientific American pubblicava un articolo in cui si pronosticava che la flotta di reattori degli Stati Uniti probabilmente sarebbe rimasta in funzione per altri 50 o forse anche 70 anni, ovvero ben oltre i 40 anni di vita pianificata alcuni decenni prima. La rivista riporta che già allora oltre la metà dei 100 reattori avevano ricevuto una estensione ventennale della loro licenza operativa. E quasi tutti i restanti reattori si aspetta che ricevano tale estensione ventennale. Un anno dopo, un altro autore riprende l'argomento, osservando che non è ancora stata identificata una ragione tecnica che possa ostacolare una maggiore durata dei reattori. Dal 2014, la commissione di regolamentazione nucleare degli Stati Uniti (Nuclear Regulatory Commission) ha avviato lo sviluppo della procedura per l'estensione tra 60 e 80 anni, definendola “Subsequent License Renewal” (SLR). Il 14 luglio 2017, l'NRC pubblica l'ultimo piano di revisione normativa del SLR e dal 2018 ha incominciato a ricevere richieste per un SLR, tra cui quelle della Exelon Corporation e Dominion Energy. Il progettista di uno dei reattori attualmente proposti al mercato, cioè l'EPR, nel suo sito indica come vita operativa iniziale (Service life) una durata di 60 anni. Esiste perciò un consenso reputabile per una vita operativa dei reattori di almeno 60 anni, e l'utilizzo di un periodo di 60 anni, invece di 40 anni, riduce significativamente il risultato ottenuto dallo studio del MIT con riguardo all'energia nucleare. Si noterà come nella citata tabella 5 dello studio MIT, molti parametri che sono identici per l'energia da carbone e gas, sono diversi (in peggio) per quanto riguarda il nucleare, quindi il fatto che un parametro, la vita operativa, sia diverso (in meglio) non minerebbe la oggettività della tabella. La vita di un impianto a carbone o a gas mediamente non supera i 40 anni, al contrario delle centrali idroelettriche, la cui opera più rilevante, la diga, è costruita per durare oltre il secolo. Quindi appare che un paragone dei costi del nucleare dovrebbe essere calcolato con criteri più simili a quelli di una centrale idroelettrica, con il ben maggiore periodo di ammortamento tipico della seconda.
Anche la localizzazione del sito influenza gli esiti economici di una centrale: in presenza di un alto numero di centrali nucleari e di una filiera produttiva già attiva (come negli USA) il costo unitario di generazione risulta più basso.
| Costo dell'elettricità per varie fonti alla generazione secondo studio del MIT del 2003 e aggiornamento del 2009 |                             |                            |                    |                                             |                                             |
| | Costo di costruzione ($/kW) | Costo carburante ($/mmBtu) | Caso base (c$/kWh) | con aggiunta di Carbontax a 25$/tCO2 c$/kWh | Stessi interessi sul finanziamento (c$/kWh) |
| Studio del 2003, è stato utilizzato il valore del $ del 2002                                                     |                             |                            |                    |                                             |                                             |
| Nucleare | 2000                        | 0,47                       | 6,7                |                                             | 5,5                                         |
| Carbone | 1300                        | 1,20                       | 4,3                | 6,4                                         |                                             |
| Gas | 500                         | 3,50                       | 4,1                | 5,1                                         |                                             |
| Studio del 2003 con aggiornamento del 2009, è stato utilizzato il valore del $ del 2007                          |                             |                            |                    |                                             |                                             |
| Nucleare | 4000                        | 0,67                       | 8,4                |                                             | 6,6                                         |
| Carbone | 2300                        | 2,60                       | 6,2                | 8,3                                         |                                             |
| Gas | 850                         | 7,00                       | 6,5                | 7,4                                         |                                             |

### Bilancio energetico
Non è possibile definire con assoluta certezza il bilancio energetico di tutto il ciclo nucleare, perché il processo completo, dall'estrazione del combustibile sino alla fissione, è molto complesso ed energivoro. Però, l'enorme energia emessa dal processo nucleare ci permette una ragionevole certezza che sara prodotta più energia di quella consumata. In aggiunta a questo non tutto l'uranio minerario deriva unicamente da miniere di uranio ma in parte è anche un sottoprodotto di altre lavorazioni minerarie (è il caso di parte dell'uranio del Sudafrica o della miniera australiana di Olympic Dam), in cui è di difficile calcolo il costo energetico della sola produzione di uranio separata dalla produzione degli altri minerali.
Questo bilancio energetico finale viene chiamato EROEI e per una centrale nucleare può arrivare fino a 100 o oltre (rapporto molto conveniente). I fattori che portano a ciò sono molteplici: la concentrazione del minerale nella roccia, l'arricchimento del combustibile, la modalità di arricchimento (la diffusione gassosa consuma sui 2 500 kWh per SWU, contro i circa 60 kWh della centrifugazione), la vita dell'impianto (essendo il costo energetico della costruzione e del decommissioning fissi, si spalmano su una produzione elettrica più o meno ampia), il rapporto di conversione del reattore (più è alto, più uranio non fissile riesci a bruciare, e se >1 il reattore diventa autofertilizzante), l'efficienza energetica del reattore.
L'EROEI del nucleare è quindi molto variabile a seconda di tutti i cicli utilizzati. Considerando il ciclo singolo del combustibile nucleare, si passa da un valore minimo di 10,5 utilizzando la diffusione gassosa al massimo di 59 utilizzando la centrifugazione; col ciclo chiuso o con i reattori FBR questo valore è destinato ad aumentare, visto che col secondo metodo verrebbe meno il dispendio di energia per arricchimento ed estrazione mineraria (sarebbero utilizzate le scorte di uranio impoverito già estratte) che da soli coprono oltre il 50% della domanda energetica complessiva (caso "EROEI 59").

### Esternalità

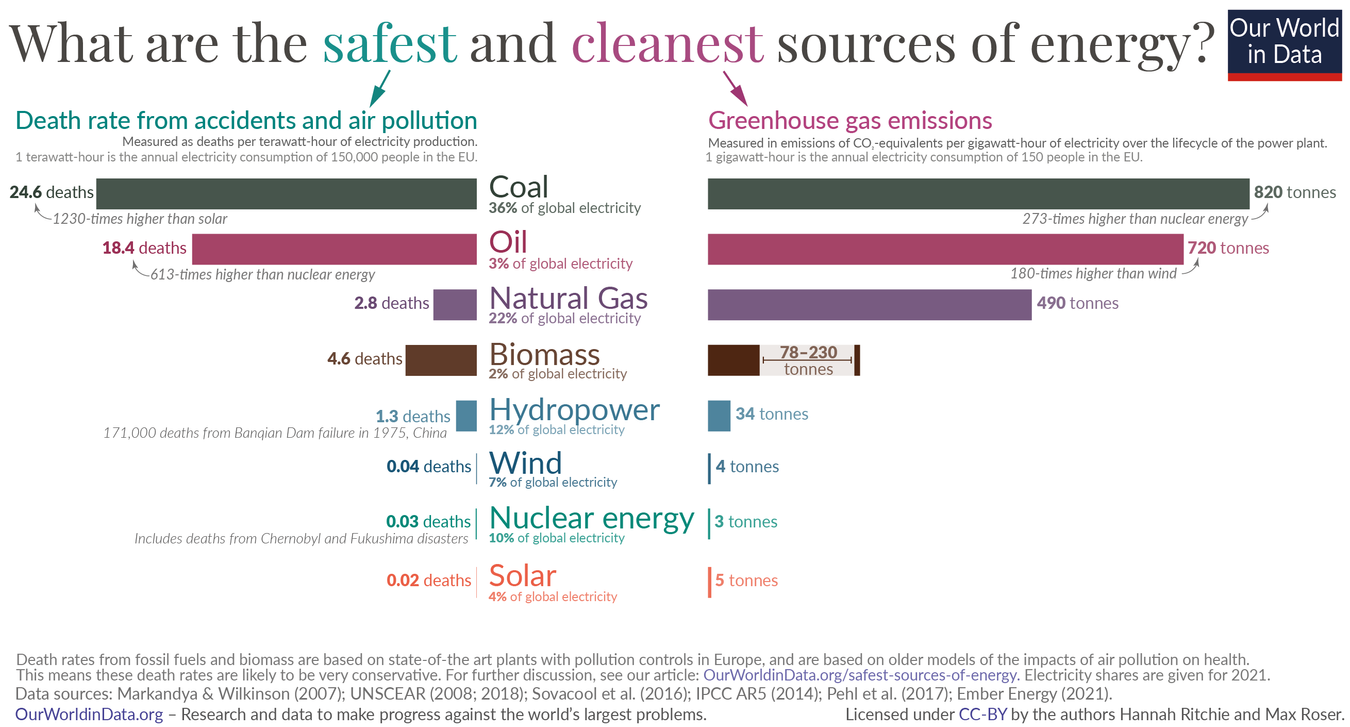
Quali sono le fonti di energia più sicure e pulite?

Il nucleare avrebbe anche uno dei più bassi costi esterni, ad esempio in termini di ambiente e persone, anche se stime di questo genere sono estremamente inaffidabili perché il costo principale, e cioè il confinamento per secoli o millenni di migliaia di tonnellate di rifiuti radioattivi in siti sicuri (insieme con lo smantellamento delle centrali vecchie), presenta incognite, allo stato delle attuali tecnologie, insuperabili. Per i sostenitori dell'energia atomica, invece, essa è la sola fonte di energia che nei costi totali include esplicitamente i costi stimati per il contenimento delle scorie e per lo smantellamento dell'impianto (ma questi costi sono difficilmente stimabili e le passate stime al ribasso costringeranno i governi a spendere denaro pubblico per pagare lo smaltimento dei rifiuti pericolosi), e il costo dichiarato degli impianti a combustibile fossile è basso in modo fuorviante per questo motivo; il protocollo di Kyōto, inserendo nei costi le esternalità ambientali a livello di effetto serra, dovrebbe correggere questo punto: il nucleare, considerando gli effetti esterni associati a ogni modo di produrre energia, sarebbe quindi un modo economicamente competitivo e rispettoso dell'ambiente per produrre energia rimpiazzando i combustibili fossili. Secondo alcune stime, nel Regno Unito per esempio i costi esterni per il nucleare, per quanto riguarda effetto serra, salute pubblica, salute sul lavoro e danni materiali, ammontano a 0,25 centesimi di euro al kWh, cioè poco più che per l'eolico (0,15 centesimi di euro per kWh), ma molto meno che per il carbone (da 4 a 7 centesimi di euro per kWh), il petrolio (da 3 a 5 centesimi di euro per kWh), il gas (da 1 a 2 centesimi di euro per kWh) e le biomasse (1 centesimo di euro per kWh).

## Opinioni
Il dibattito sull'economicità delle centrali elettriche a fissione è sempre stato molto acceso e portato avanti da posizioni contrastanti. Vi è chi sostiene che gli studi delle agenzie internazionali dimostrino la competitività del nucleare e la sua utilità, mentre secondo altri studi l'energia nucleare è economicamente svantaggiosa e gli enormi capitali necessari alla costruzione di un impianto e alla gestione completa del ciclo del combustibile non possono essere compensati dalla produzione di energia.
Per l'associazione ambientalista Greenpeace il nucleare è sconveniente: considerando 75 impianti statunitensi completati, si è constatato che i costi di costruzione totali effettivi sono stati di 145 miliardi di dollari contro i 45 previsti; in India gli stanziamenti previsti inizialmente per gli ultimi dieci impianti sono aumentati del 300%. I costi dipendono strettamente dai tempi necessari, che da uno studio del Consiglio Mondiale dell'Energia (WEC) sugli impianti in costruzione nel mondo tra il 1995 e il 2000 sono risultati essere aumentati da 66 a 116 mesi. Questo si dovrebbe all'aumentata complessità degli impianti. Tuttavia Greenpeace ha attirato su di sé molte critiche per il modo di condurre le proprie analisi.
Secondo invece le relazioni dell'Agenzia internazionale dell'energia e dell'Organizzazione per la cooperazione e lo sviluppo economico emergono dati diversi: il prezzo di un kWh nucleare ammonterebbe in definitiva, secondo le stime dell'OCSE, a circa 5 centesimi di dollaro se il tasso di sconto praticato è del 5%. Si tratta di un prezzo medio inferiore a quello dovuto alla produzione di un kWh con le altre fonti energetiche, mentre se si assume un tasso di sconto del 10% i costi salgono e le differenze fra fonti energetiche si riducono.
Secondo altri studi, la dimostrazione della non economicità dell'elettricità da fissione nucleare è che, negli ultimi anni, alcune aziende private hanno cambiato i loro progetti riguardanti la costruzione di nuove centrali in area OCSE. Nel 2009 infatti ci sono stati dei casi di rinunce da parte di compagnie elettriche: ad esempio, la MidAmerican Nuclear Energy Co, operante in Idaho, ha rinunciato alla realizzazione dei suoi progetti di espansione del numero di reattori; la AmerenUE, operante in Missouri e Illinois, ha anch'essa rinunciato alla costruzione di un reattore EPR statunitense. Entrambe le compagnie hanno evidenziato che l'alto costo di realizzazione nel sito in esame non si tradurrebbe per il momento in una riduzione del costo dell'energia elettrica a causa della maggior convenienza del gas dei nuovi giacimenti di scisti rispetto all'uranio. Tuttavia va anche evidenziato come nel corso degli ultimi decenni la tendenza è stata quella di potenziare con l'aggiunta di nuovi reattori nello stesso sito centrali già esistenti (vedasi caso Olkiluoto e gli impianti statunitensi), senza contare che ci sono delle centrali in costruzione nei paesi più industrializzati e altre sono in fase di progetto.